# Willem van Barneveld

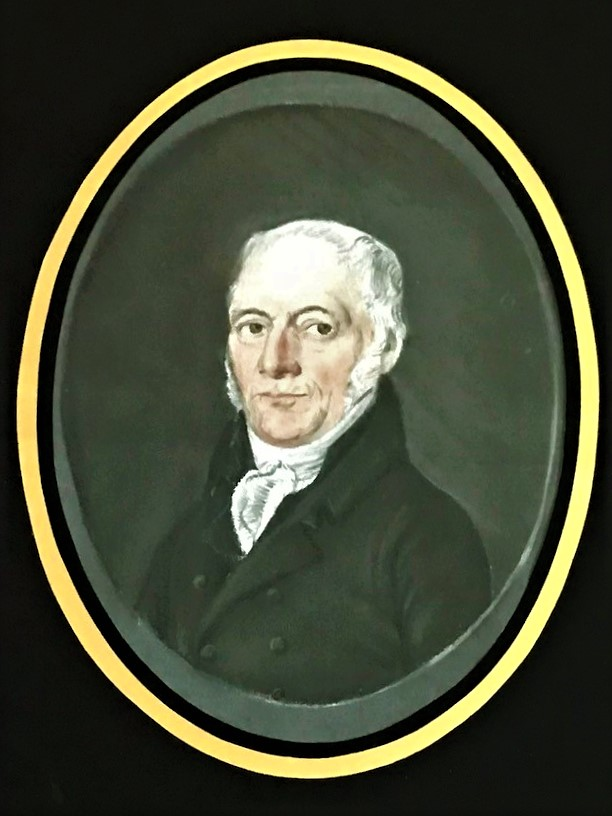
Portret Willem van Barneveld

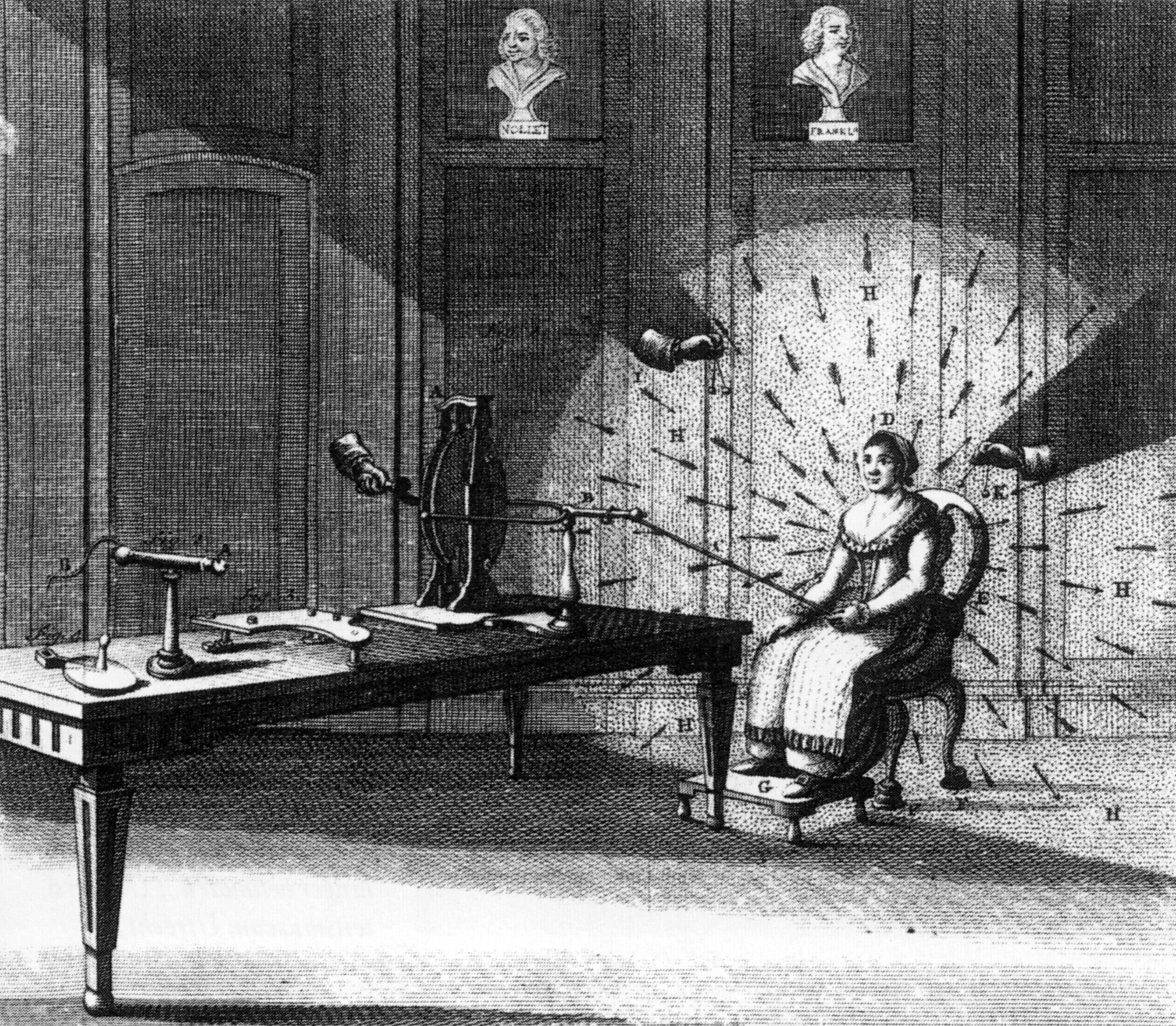
Opstelling geneeskundig gebruik statische elektriciteit

Willem van Barneveld (Hattem, 20 januari 1747 ― aldaar, 23 juni 1826) was een apotheker en natuuronderzoeker, die bijdragen leverde in de natuur- en scheikunde en de biologie. De ontwikkeling die hij doormaakte was bij meer experimentele natuuronderzoekers in het laatste kwart van de 18de eeuw te zien: door zijn inzet voor een betere samenleving politiseerde hij, waarna hij overging tot patriots activisme.  

## Leven
Van Barneveld woonde het grootste deel van zijn leven in Amsterdam, waar hij zich specialiseerde  in het vakgebied van de chemie, dat in deze jaren een grote vlucht nam. In zijn huis had Van Barneveld een eigen laboratorium, waar hij experimenten uitvoerde, ook op zichzelf. Hij beschouwde de chemie als redmiddel om de economische en maatschappelijke neergang te stuiten. Samen met P.J. Kasteleijn betoogde hij dat Nederland een voorbeeld moest nemen aan de hervormingen in het Duitse scheikunde-onderwijs.  
Van Barneveld deed onder meer onderzoek naar de schadelijke effecten van dampen en gassen op de gezondheid en leverde met zijn aanbevelingen voor meer groen in de steden een bijdrage aan de preventieve gezondheidszorg. Hij deed onderzoek naar de genezende kracht van statische elektriciteit. Een belangrijke ontdekking was een middel om verrot water weer drinkbaar te maken. Op het gebied van de landbouw deed hij onderzoek naar de werkzaamheid van inenting tegen de veepest en propageerde hij ‘het oprechte zaad van den mangel-wortel’ (snijbiet), als een sensationeel nieuw veevoeder.
Op het gebied van de brandveiligheid ontwierp hij een bliksemafleider voor molens. In 1784 was hij in Felix Meritis een van de initiatiefnemers voor de vervaardiging van een 'aerostatische machine', een heteluchtballon. De ballon, een montgolfière van ruim zes meter hoog, kwam nauwelijks van de grond.

## Bestuurlijke activiteiten
Als overtuigd patriot werd hij lid van de stedelijke schutterij van Amsterdam, waar hij opklom tot de rang van luitenant. Hij werd in september 1785 penningmeester van het Nationaal Fonds, dat geld inzamelde ten behoeve van de uitmonstering van de vrijkorpsen. Hij werd lid van de patriotse Vaderlandsche Sociëteit, en was medefinancier van de doorstart van deze sociëteit in 1787 als Doctrina en Amicitia. 
Bij de vestiging van de Bataafse Republiek (1795-1806) koos hij ervoor om in Amsterdam te blijven, waar hij politiek en bestuurlijk actief werd op sociaal en militair gebied. Hij was raadslid van 1795 tot 1798.
In 1808 vertrok hij naar zijn geboorteplaats Hattem. Van 1821 tot het jaar van zijn dood was hij burgemeester van Hattem, behoudens een periode in 1823 en 1824 waarin A.C. Schott burgemeester was. Hij overleed op 23 juni 1826.
- Bibsys: 2084138
- Biografisch Portaal: 12023150
- Digitale Bibliotheek voor de Nederlandse Letteren: barn009
- Gemeinsame Normdatei: 11775112X
- International Standard Name Identifier: 0000 0003 9765 503X
- Library of Congress Control Number: no2017011100
- Nederlandse Thesaurus van Auteursnamen: 069921008
- Système universitaire de documentation: 163977704
- Virtual International Authority File: 42186041
- WorldCat: E39PBJkD3tD6BJJd3Tkwr9xqwC